# Alex Mann (rugby à XV)
Pour les articles homonymes, voir Alexander Mann, Alex Mann et Mann.
Pas d'image ? Cliquez ici

a Compétitions nationales et continentales officielles uniquement.

b Matchs officiels uniquement.
Dernière mise à jour le 16 mars 2024.
Alex Mann, né le 6 janvier 2002 à Merthyr Tydfil (Pays de Galles), est un joueur international gallois de rugby à XV jouant au poste de troisième ligne aile à Cardiff Rugby, depuis 2021.

## Biographie

### Jeunesse et formation
Alex Mann naît le 6 janvier 2002 à Merthyr Tydfil, au pays de Galles. Il commence à jouer au rugby dans le club local, le Aberdare RFC (en). À la suite d'une blessure au coude, il décide de jouer au football. À l'âge de 14 ans, il évolue dans le centre de formation du Cardiff City Football Club et joue au poste de défenseur central. Préférant le rugby, il reprend finalement la pratique de ce sport chez les moins de 15 ans puis rejoint les Cardiff Blues avec qui il joue dans toutes les catégories de jeunes. Durant la saison 2021-2022, il intègre le centre de formation de son club.

### Carrière en club
Quelques mois après avoir rejoint le centre de formation de Cardiff, il fait ses débuts professionnels avec son club formateur, le 18 décembre 2021, à l'occasion de la phase de poule de la Coupe d'Europe, contre les Harlequins. Il remplace Ellis Jenkins en cours de partie, dans une défaite 43-17. Il s'agit de son unique match avec Cardiff cette saison.
En juillet 2023, il signe son premier contrat professionnel avec son club. Ensuite, après s'être imposé comme l'un des titulaires au poste de troisième ligne aile dans le XV de départ de Cardiff durant la première partie de saison 2023-2024, il signe un contrat long terme à la mi-saison.

### Carrière internationale
En 2018, Alex Mann est sélectionné avec l'équipe du pays de Galles des moins de 18 ans pour une tournée en Afrique du Sud. Avant cela il avait aussi été appelé en sélection avec les moins de 19 ans, faisant de lui l'un des rares joueurs à avoir joué pour les moins de 19 ans avant les moins de 18 ans.
Trois ans plus tard, il est sélectionné avec les moins de 20 ans gallois pour le Tournoi des Six Nations des moins de 20 ans 2021, et est aussi désigné capitaine de l'équipe. Alex Mann est alors l'un des joueurs gallois les plus prometteurs de sa génération. Puis, il est de nouveau sélectionné pour cette compétition l'année suivante, en 2022, et garde le capitanat de la sélection. Lors de la troisième journée du tournoi face à l'Angleterre, il reçoit un carton rouge après un plaquage haut, entraînant ainsi une suspension de trois semaines. Il manque donc la quatrième journée avant de faire son retour pour le dernier match du tournoi.
Le 16 janvier 2024, il est sélectionné pour la première fois de sa carrière avec le pays de Galles pour participer au Tournoi des Six Nations 2024, récompensant ainsi son bon début de saison à Cardiff,. Il obtient sa première cape le 3 février 2024, lors de la première journée du tournoi face à l'Écosse, lorsqu'il entre en jeu à la place de James Botham à la 48e minute de jeu. Quelques minutes après son entrée en jeu, il marque son premier essai international. Cependant, son pays est battu d'un point sur le score de 26 à 27. La semaine suivante, il profite de la blessure de Botham pour être titularisé contre l'Angleterre. À cette occasion, il marque son deuxième essai en sélection, mais ne permet pas à son équipe d'éviter une deuxième défaite consécutive, les Gallois étant battus 16-14.

## Palmarès
Néant